# Macédoine aux Jeux olympiques d'été de 2000
La Macédoine participe aux Jeux olympiques d'été de 2000 à Sydney. Sa délégation est composée de 10 athlètes répartis dans 5 sports et son porte-drapeau est Lazar Popovski. Au terme des Olympiades, la nation se classe 71e ex æquo avec 9 autres pays, cet ensemble de délégation ayant chacun gagné une médaille de bronze.

## Nombre d'athlètes qualifiés par sport
Voici la liste des qualifiés et sélectionnés Macédoniens par sport (remplaçants compris) :
| Sport       | Hommes | Femmes | Total |
| ----------- | ------ | ------ | ----- |
| Athlétisme  | 1      | 1      | 2     |
| Canoë-kayak | 1      | 0      | 1     |

## Liste des médaillés macédoniens

### Médailles d'or
Aucun athlète macédonien ne remporte de médaille d'or durant ces JO.

### Médailles d'argent
Aucun athlète macédonien ne remporte de médaille d'argent durant ces JO.

### Médailles de bronze
| Sport                   | Discipline             | Sportifs          | Performance |
| Médailles de bronze : 1 |                        |                   |             |
| Lutte                   | Lutte libre -85 kg (H) | Mogamed Ibragimov |             |

## Athlétisme

### Hommes
| Athlète       | Épreuve | Séries        | Séries | Quarts de finale | Quarts de finale | Demi-finales | Demi-finales | Finale  | Finale  |
| Athlète       | Épreuve | Temps         | Rang   | Temps            | Rang             | Temps        | Rang         | Temps   | Rang    |
| ------------- | ------- | ------------- | ------ | ---------------- | ---------------- | ------------ | ------------ | ------- | ------- |
| Vane Stojanov | 800 m   | 1 min 47 s 71 | 5e     | Eliminé          | Eliminé          | Eliminé      | Eliminé      | Eliminé | Eliminé |

### Femmes
| Athlète         | Épreuve | Séries        | Séries | Quarts de finale | Quarts de finale | Demi-finales | Demi-finales | Finale  | Finale  |
| Athlète         | Épreuve | Temps         | Rang   | Temps            | Rang             | Temps        | Rang         | Temps   | Rang    |
| --------------- | ------- | ------------- | ------ | ---------------- | ---------------- | ------------ | ------------ | ------- | ------- |
| Daniela Kuleska | 1 500 m | 4 min 33 s 50 | 13e    | Eliminé          | Eliminé          | Eliminé      | Eliminé      | Eliminé | Eliminé |

## Canoe-Kayak

### Slalom

#### Hommes
| Athlète        | Compétition | Éliminatoires | Éliminatoires | Finale  | Finale  |
| Athlète        | Compétition | Temps         | Rang          | Temps   | Rang    |
| -------------- | ----------- | ------------- | ------------- | ------- | ------- |
| Lazar Popovski | K1          | 266.60        | 17e           | Eliminé | Eliminé |